# Jubilación

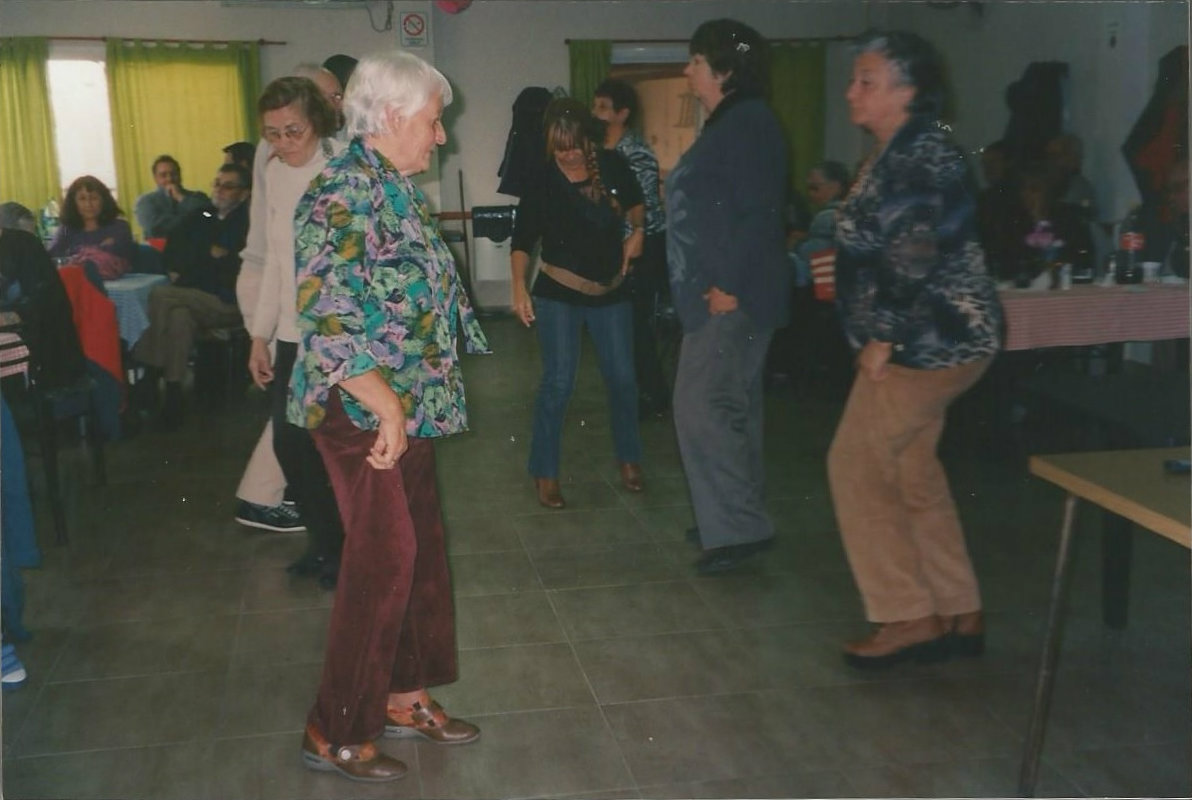
Centro de Jubilados en Villa Domínico, Buenos Aires, Argentina. Los centros de jubilados realizan diversas actividades que promueven el desarrollo integral de los adultos mayores y la identificación con el barrio al que pertenecen.

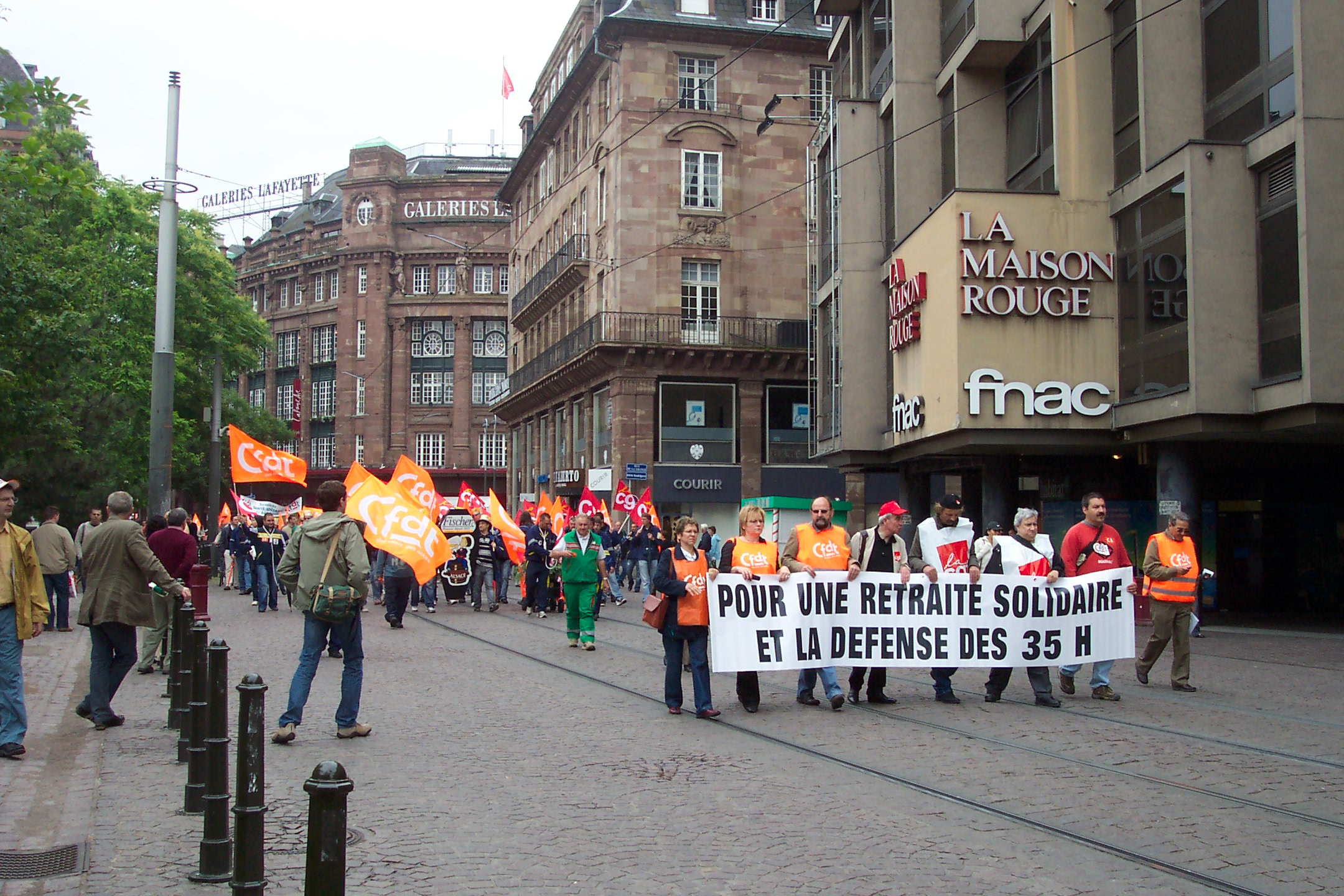
Trabajadores sindicalizados manifestando en Francia por varias reivindicaciones, y entre ellas, en apoyo de un sistema de jubilaciones y pensiones más solidario.

Jubilación es el acto administrativo por el que un trabajador en activo, por cuenta propia o ajena, solicita pasar a una situación pasiva o de inactividad laboral tras haber alcanzado la edad legal para ello. También, se puede originar por enfermedad crónica grave o incapacidad. Después de su resolución favorable, el interesado obtiene una prestación económica vitalicia. La legislación laboral de cada país estipula condiciones distintas al respecto.

## Contexto
Para compensar la pérdida de ingresos que se deriva del cese laboral, al beneficiario de la jubilación se le reconoce una prestación económica que suele consistir en una renta mensual. La prestación es vitalicia y solo se extingue con la muerte del interesado. El monto de la prestación puede basarse en diferentes criterios: por ejemplo, con el criterio actuarial, se establece en relación con la cantidad y monto de las cotizaciones realizadas; con un criterio de sustitución, se establece a partir de un determinado porcentaje del monto de los ingresos durante la vida laboral. 
En los sistemas jubilatorios públicos, para acceder a una jubilación es necesario cumplir requisitos de edad (generalmente en torno a los 60-65 años). Por otro lado, en caso de tratarse de un sistema contributivo, el acceso suele depender de haber cumplido con un mínimo de años cotizados a la seguridad social. El primer país en crear un sistema de pensiones fue Alemania.

## Jubilación anticipada
La jubilación anticipada (en inglés, early retirement) es el acto administrativo por el que un trabajador en activo, antes de llegar a la edad legal de jubilación, solicita finalizar su vida laboral. En esta modalidad, los períodos de adelanto, así como los requisitos a cumplir, están bien establecidos en la ley.
La jubilación anticipada implica siempre un recorte en la cuantía de la pensión pública a recibir.
La jubilación anticipada puede ser voluntaria o involuntaria, pudiendo distinguir además entre una jubilación total y otra parcial en la que existe la posibilidad de suscribir un "contrato de relevo"
En 2021, se habilitó la jubilación anticipada en Argentina hasta el mes de septiembre de 2023.

## Pensiones
Se denomina pensión de jubilación al pago que, desde los sistemas públicos de previsión nacionales o desde entidades privadas, reciben periódicamente para su sustento las personas jubiladas.

### Pensiones de jubilación contributivas y no contributivas
Se pueden distinguir dos modalidades de pensión de jubilación: contributiva y no contributiva.
- Pensión contributiva es la que se financia por las aportaciones efectuadas al sistema por los propios trabajadores a través de sus cotizaciones o aportaciones y las de sus empleadores (aportes patronales).
- Pensión no contributiva es la destinada a aquellas personas que no han cotizado el mínimo suficiente para beneficiarse y generar derechos en la otra modalidad.

### Cuantía de la pensión
El importe que reciben los jubilados como pensión pública depende de varios factores, siendo el principal las cotizaciones que a través de su vida como trabajador en activo haya aportado a la seguridad social. El importe de la pensión suele ser así un porcentaje de la base de cotización que haya tenido el trabajador durante un determinado número de años previos a su jubilación.
Se conoce como tasa de reemplazo o tasa de substitución el porcentaje de ingresos de la jubilación con respecto a los ingresos previos como trabajadores en activo. En los países de la OCDE, por término medio la tasa bruta de reemplazo para un salario medio es del 49%. En la Unión Europea es del 52%, y por países, en España es de las más altas, con el 72,3%. En otros países, como Francia, Portugal, Alemania o Reino Unido son, respectivamente, del 60%, 74,4%, 38,7% y 21,7%. En algunos países, la pensión del Estado es complementada por sus perceptores con un plan de pensiones privado.

### Futuro de las pensiones
El envejecimiento de la población en muchos países debido al incremento de la expectativa de vida y la caída de la tasa de fecundidad en el marco de la transición demográfica, genera tensiones en el financiamiento de los sistemas de pensiones contributivos en la medida que se altera la proporción entre contribuyentes y beneficiarios. En este marco, el envejecimiento es en muchos casos parte de las fundamentaciones sobre la presunta necesidad de privatizar los sistemas jubilatorios, así como de reformarlos en un sentido restrictivo (comúnmente mediante el incremento de la edad jubilatoria).
Actualmente, en algunos países, los sistemas de pensión del tipo contributivas terminan siendo insuficientes para preservar la calidad de vida del individuo cuando llega a la edad de jubilación, es por ello que además de ser una posibilidad, se vuelve una necesidad para la población el poder contar con un plan de pensiones privado, para el cual es necesario ahorrar.

## Edad legal y media de jubilación
La edad legal de jubilación es aquella que está regulada legalmente en los distintos países y que, excepto circunstancias contempladas de jubilación voluntaria o forzosa, prolongación de la jubilación o jubilación flexible, es general con diferencias de sexo en algunos países. 
La media de la edad de jubilación es la media de edad real de las jubilaciones que se producen en un país y se establece atendiendo a las jubilaciones voluntarias antes de la edad legal de jubilación, las que se producen a la edad legal y aquellas que superan la edad legal establecida.

### Edad de jubilación legal y media en los países de la Unión Europea (15)
En los países de la Unión Europea de los 15 los datos de jubilación legal -diferenciados por sexos- y edad media real de jubilación o salida del mercado de trabajo son los siguientes. *Enfermedades
| País         | Edad de jubilación legal Hombres | Edad de jubilación legal Mujeres | Edad media de jubilación (2004) (salida efectiva) | Edad de jubilación tras las reformas |
| ------------ | -------------------------------- | -------------------------------- | ------------------------------------------------- | ------------------------------------ |
| Alemania     | 65                               | 65                               | 62,2                                              | 67                                   |
| Austria      | 65/60                            | 60                               | 60,9                                              | 65                                   |
| Bélgica      | 65                               | 62                               | 61,6                                              | 65                                   |
| Dinamarca    | 65                               | 65                               | 62,3                                              | 67                                   |
| España       | 63*/65                           | 63*/65                           | 62,3                                              | 68                                   |
| Finlandia    | 65                               | 65                               | 61,7                                              | 63-68                                |
| Francia      | *60/62                           | *60/62                           | 60                                                | 62 (60)                              |
| Grecia       | 65/60                            | 65/60                            | 61,5                                              | 65                                   |
| Irlanda      | 65                               | 65                               | 64,1                                              | 68                                   |
| Italia       | 65/60                            | 65/60                            | 60,1                                              | 67                                   |
| Luxemburgo   | 65                               | 65                               | 59,4                                              |                                      |
| Países Bajos | 65                               | 65                               | 63,5                                              | 67                                   |
| Portugal     | 65                               | 65                               | 62,6                                              |                                      |
| Reino Unido  | 65/60                            | 65/60                            | 63                                                | 68                                   |
| Suecia       | 61/67                            | 61/67                            | 64,3                                              |                                      |

## Por país

### Argentina
El antecedente primero que se encuentra sobre pensiones y jubilaciones en la Argentina, es en 1919, en la provincia de Tucumán, un proyecto del diputado Alberto Aybar Augier denominado "proyecto humanitario".  En 1919, los ancianos o desvalidos no recibían ayuda alguna del Estado. Por eso constituyó una positiva novedad el proyecto que el doctor Alberto Aybar Augier (1885-1950) presentó ese año a la Cámara de Diputados de Tucumán, de la que era presidente. Proponía que "toda persona nativa del territorio de la provincia, que hubiere llegado a los 70 años o a cualquier edad en caso de invalidez absoluta e indigencia, tiene derecho a recibir del Estado una pensión mínima de 360 pesos al año, o su equivalente en asistencia directa o indirecta".

#### Perón y las jubilaciones a nivel nacional
En 1944, solo el 7% de la población económicamente activa estaba afiliada a las distintas cajas de jubilaciones. Con el impulso de Juan Perón, desde la Secretaría de Trabajo y Previsión y luego desde la presidencia de la Nación, ese porcentaje aumentó rápidamente con la creación de la Caja para Empleados de Comercio y la del Personal de la Industria, a las que más tarde seguirían las de trabajadores rurales, personal doméstico, autónomos, profesionales y empresarios. En menos de una década, la totalidad de la población activa había quedado cubierta. Los fondos en gran medida fueron colocados en títulos públicos de largo plazo.
Las cajas creadas funcionaron en forma independiente y dieron un superávit muy elevado
El 17 de octubre de 1945, Perón declaraba que el beneficio de la jubilación había sido extendido a un millón y medio de trabajadores, entre ellos los empleados de comercio. "Recién pudimos comprometerlo (a Angel Borlenghi, secretario general del sindicato de empleados de comercio) después de conseguirle la jubilación para los empleados de comercio, una vieja aspiración del gremio" (declaraciones del coronel Mercante reproducidas en Sindicalismo y peronismo, de Hugo del Campo, Editorial Clacso) 
Hubo, desde 1993 a noviembre de 2008 un sistema jubilatorio mixto con un componente privado y uno público. Bajo el gobierno de Carlos Menem se instauró un nuevo sistema, constituido por agentes conocidos como Administradoras de Fondos de Jubilaciones y Pensiones (AFJP). Los trabajadores podían optar por cotizar a un sistema de reparto estatal o a uno de capitalización privada, quedando asignados al sistema de capitalización en caso de no manifestar una elección explícita. Las jubilaciones de los cotizantes a este sistema se constituirían, al momento de jubilarse, por una prestación que resultaba de la capitalización de su fondo personal de cotizaciones, y una prestación básica aportada por el sistema público. Si bien en pocos años la mayor parte de los cotizantes quedaron dentro del sistema de capitalización privada, el Estado (que ya no recibía las cotizaciones que eran previamente el financiamiento del sistema) debía continuar cumpliendo con sus obligaciones para con los jubilados ya existentes, carga que se conoció como costo de transición. Cada AFJP percibía una comisión, deducida del aporte previsional obligatorio de los afiliados, y administraba la inversión del capital acumulado. Su funcionamiento estaba regulado por la Superintendencia de Administradoras de Fondos de Jubilaciones y Pensiones (SAFJP), bajo la órbita del Ministerio de Trabajo. Cuando el Estado argentino tuvo que endeudarse, lo hizo por el mecanismo de meterles bonos a las AFJP con tasas de interés muy altas. Eso alimentó el proceso recesivo, ya que el sector privado, cuando iba a buscar plata al sector financiero, se encontraba con tasas muy altas ya que a los bancos les convenía prestarle al Estado
Con la crisis económica de 2001, el sistema quedó totalmente desnaturalizado, con las AFJPs otorgando rentabilidades negativas pero sin dejar de cobrar sus comisiones, lo que generó la lógica reacción de la sociedad. El sistema fue eliminado en noviembre de 2008 bajo el gobierno de Cristina Kirchner, volviendo a un sistema estatal unificado, que ahora se llamaría Sistema Integrado Previsional Argentino (SIPA).

#### Jubilación para trabajadores con discapacidad
La Ley 20.475 establece la jubilación para trabajadores con discapacidad, que es un beneficio previsional que puede pedir el trabajador que tenga discapacidad física o intelectual si su incapacidad es mayor al 33% durante los últimos 10 años.
El trabajador con discapacidad se puede jubilar a los 45 años si trabaja en relación de dependencia y a los 50 si es autónomo.

#### Jubilación para trabajadores no videntes
La Ley 20.888 establece que los trabajadores no videntes pueden jubilarse con menos edad y menos años de servicio que los exigidos en el régimen general. 
Si la ceguera es de nacimiento o la adquiere 5 años antes de cumplir 45 años de edad o 20 años de servicio, se puede jubilar a los 45 años de edad o cuando tenga 20 años de servicios.

#### Plan de Inclusión Previsional
El Plan de Inclusión previsional, basado principalmente en una moratoria previsional, consistió en una política de inclusión masiva al sistema de jubilaciones que permitió a personas en edad jubilatoria que no contaban con el mínimo de cotizaciones requerido, acceder a una jubilación cancelando su deuda en cuotas (que se descontaban de los mismos montos jubilatorios a percibir). En los hechos el sistema se constituyó en una oportunidad masiva de acceso no contributivo, que expandió la cobertura previsional del país considerablemente entre 2003 y 2014. En 2014, se creó una nueva moratoria para mantener vigente el perfil inclusivo del sistema previsional en nuevas cohortes de adultos mayores.
Esto último permitió que mucha gente (amas de casa, por ejemplo) accedan a una compensación económica y favoreció el consumo minorista.

### Chile
El sistema de pensiones está basado en una definición legal que le confiere poder a instituciones privadas a administrar los fondos aportados por las personas empleadas y registradas ante el servicio competente.
Los pagos de estos fondos están a cargo de las empresas que contratan, por ende, la responsabilidad de depositar los dineros a tiempo es exclusiva de la empresa contratante y existen procesos burocráticos para hacer cumplir la ley.
Las personas jubilan, a los 60 o 65 años dependiendo de su sexo biológico. Lamentablemente una persona que trabajó toda su vida con un sueldo bajo, tendrá una pensión bastante baja. Peor si nunca pudo agregar fondos a su cuenta.
Las personas que ejercen en las fuerzas de policiales, militares o de investigación tienen sus propios sistemas que aseguran pensiones, en general, más altas.
Las AFP (Asociaciones de fondo de pensiones) son las empresas privadas que custodian e invierten los fondos. También las encargadas de jubilarte. Algunas son dueñas de otras empresas privadas que pueden jubilarte con rentas vitalicias dependiendo de lo que tengas ahorrado, sin embargo, si mueres antes de que se agote tu saldo se quedan con eso. Se cobran gastos de administración para que tu fondo inicial baje más rápido. En ningún caso tienes acceso a retirar tus fondos, ni para emergencias.
Las Rentas Vitalicias contratadas por la compañía de seguros Security en el mes de diciembre de 2019, un 95,3% provenían de afiliados cuyos fondos de capitalización individual eran mantenidos en alguna de las AFP con las que mantenía alguna relación (Capital, Cuprum, Habitat y Provida).
Cada vez que se retiran fondos de tu sueldo para pensión la AFP cobra un porcentaje de comisión. Varía por AFP, hay caras y baratas. 
Recientemente, a raíz de la pandemia y un movimiento social que comenzó un poco antes (El movimiento, entre sus varias demandas, exigía un cambio sobre este sistema.), se logró incentivar la elaboración de leyes que permitieron sacar un porcentaje menor de estos fondos en tres oportunidades.
Actualmente se gesta una renovación de la constitución que permitirá abrir las puertas hacia un sistema más justo. El presidente electo, que comenzará su mandato este 1 de marzo de 2022, está de acuerdo con este proceso constitucional.

### México
La jubilación en México es contractual, es decir, no está contemplada en la Ley sino en las convenciones individuales o colectivas como por ejemplo en los Pactos Colectivos - conocidos también cómo Contratos Colectivos de Trabajo - celebrados entre PEMEX y el Sindicato Petrolero; CFE y el Sindicato de Electricistas; IMSS y su Sindicato. Antiguamente venía también en la Ley del ISSSTE que fue abrogada en marzo de 2007 y en la nueva Ley ya no aparece esta figura.

### Uruguay
En el Sistema Previsional Mixto vigente en Uruguay, existen varias causales de jubilación como por ejemplo:

#### Causales
- Jubilación común (la que tienen todos los Uruguayos).

Como mínimo se exigen 60 años de edad y 30 años de trabajo registrados en la historia laboral.
- Jubilación por edad avanzada

Con 65 años de edad y 25 años de trabajo. También se puede acceder con 15 años de trabajo y 70 años de edad. A medida que aumentan los años de edad se requieren menos años de trabajo.
- Jubilación parcial por ahorro

A los 65 años de edad por el tramo de la AFAP sin requisito mínimo de años de trabajo.
- Jubilación por incapacidad total

Es la jubilación que percibe el trabajador frente a una incapacidad absoluta y permanente para todo trabajo.
- Jubilación por falta de trabajo

Es la que tienen los que dejan de trabajar por perdida de empleo.

### Venezuela
En Venezuela, el Instituto Venezolano de los Seguros Sociales (IVSS) es, desde 1944, la entidad encargada de la protección de la Seguridad Social: maternidad, vejez, supervivencia, enfermedad, accidentes, invalidez, muerte y cesantía o paro forzoso.
En el caso de las jubilaciones, el asegurado puede obtener una pensión de vejez después de haber cumplido 60 años (hombres) o 55 años (mujeres), siempre y cuando haya realizado al menos 750 cotizaciones.
La jubilación de los empleados públicos venezolanos se rige por la Ley del Estatuto sobre el Régimen de Jubilaciones y Pensiones de los Funcionarios o Empleados de la Administración Pública Nacional, de los Estados y de los Municipios,